# Lancia Montecarlo
La Lancia Montecarlo (nome in codice Tipo 137), chiamata anche Lancia Scorpion per il mercato statunitense e Lancia Beta Montecarlo dal 1975 al 1978, è un'autovettura sportiva prodotta dalla carrozzeria Pininfarina per la casa automobilistica torinese Lancia dal 1975 al 1978 nella prima serie e dal 1979 al 1981 nella seconda serie.

## Profilo
Le auto della prima serie, prodotte dal 1975 al 1978, erano note come Lancia Beta Montecarlo e quelle della seconda serie, prodotte dal 1979 al 1981, semplicemente come Lancia Montecarlo. 
In entrambe le serie la vettura era disponibile nelle versioni Coupé e Targa, quest'ultima dotata di una capote in tela removibile manualmente. La versione statunitense, che era chiamata Lancia Scorpion, venne venduta dal 1976 al 1977. In totale furono prodotte 7 798 esemplari dal 1974 al 1982 con eccezione del 1979, anno in cui la produzione restò ferma.

## Descrizione

### Sviluppo

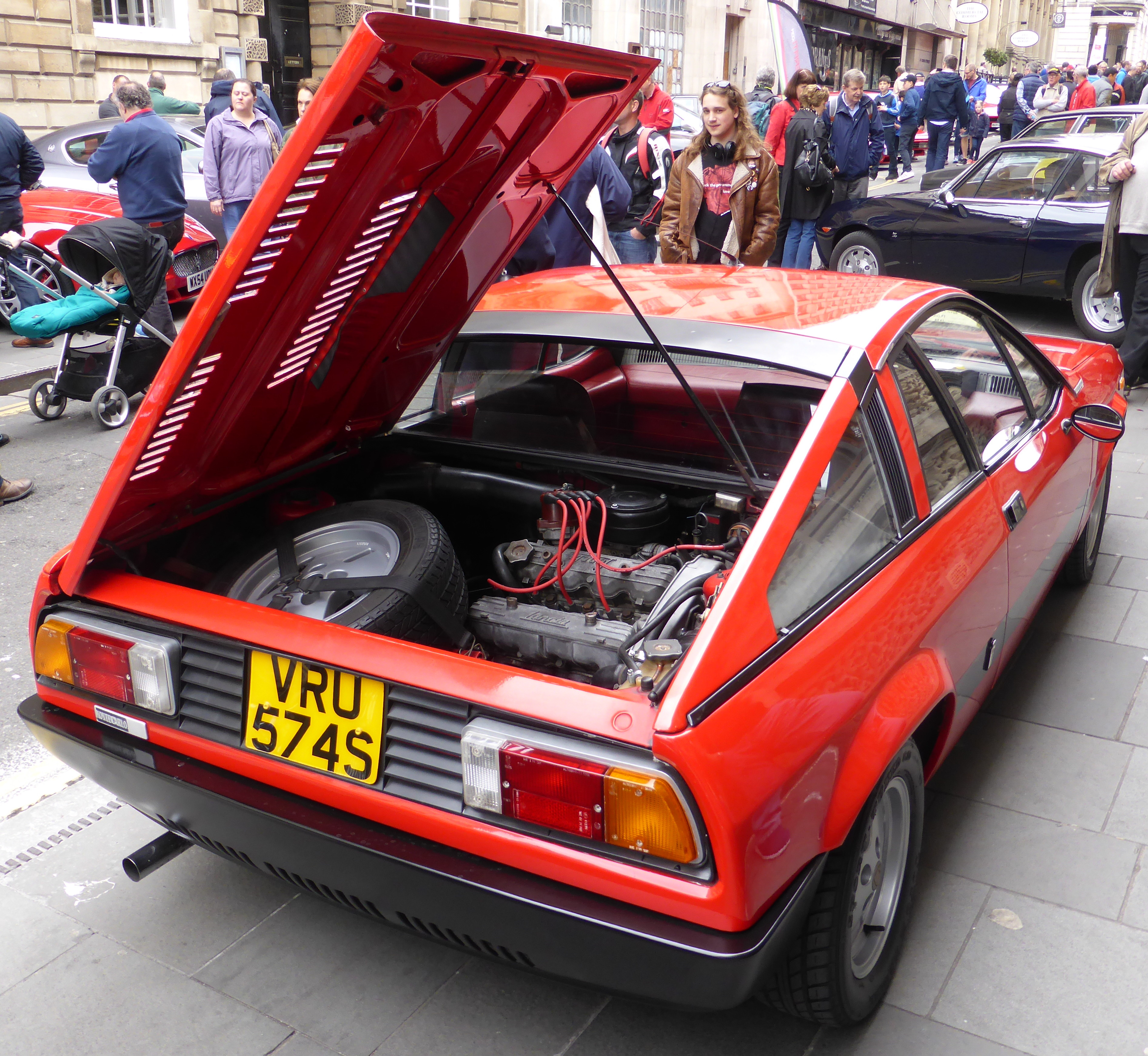
Notare l'apertura del cofano motore sulla sinistra (seconda serie)

La Fiat a fine anni '60 stava pensando a una vettura sportiva per sostituire la 124 Sport Coupé e da affiancare alla X1/9, quindi incaricò la Pininfarina di progettare e sviluppare una erede. Il progetto che venne chiamato Fiat X1/8 prevedeva la realizzazione di un'auto sportiva a motore centrale V6 da 3 litri. Il progetto X1/8 doveva essere inoltre la prima vettura interamente sviluppata e costruita dalla Pininfarina, anziché basarsi concettualmente su un'autovettura di produzione di serie già esistente. Il lavoro di progettazione fu svolto nel 1969 e il progetto finale fu completato nel 1971 da Paolo Martin.
A causa della prima crisi petrolifera degli anni '70 il progetto fu rinominato X1/20 e il motore fu sostituito con un'unità a quattro cilindri da 2 litri. Sulla base del progetto X1/20 venne realizzata nel 1974 una vettura da competizione, la Fiat Abarth SE 030, dopodiché, a conclusione della stagione agonistica 1974 il progetto venne lasciato in carico alla Lancia, che nel frattempo era stata acquisita dalla Fiat, per la realizzazione di un modello di serie da inserire all'interno della gamma Beta.
La Lancia scelse come propulsore per la propria sportiva il motore bialbero a quattro cilindri della Fiat 124 Sport Coupé, dotandola di sospensioni MacPherson, cambio a cinque velocità e freni a disco su tutte e quattro le ruote. La Beta Montecarlo nonostante il nome condivideva pochissimi componenti con le altre auto della famiglia Beta; Pininfarina fu scelta per lo sviluppo e la costruzione dell'auto.

### Prima serie

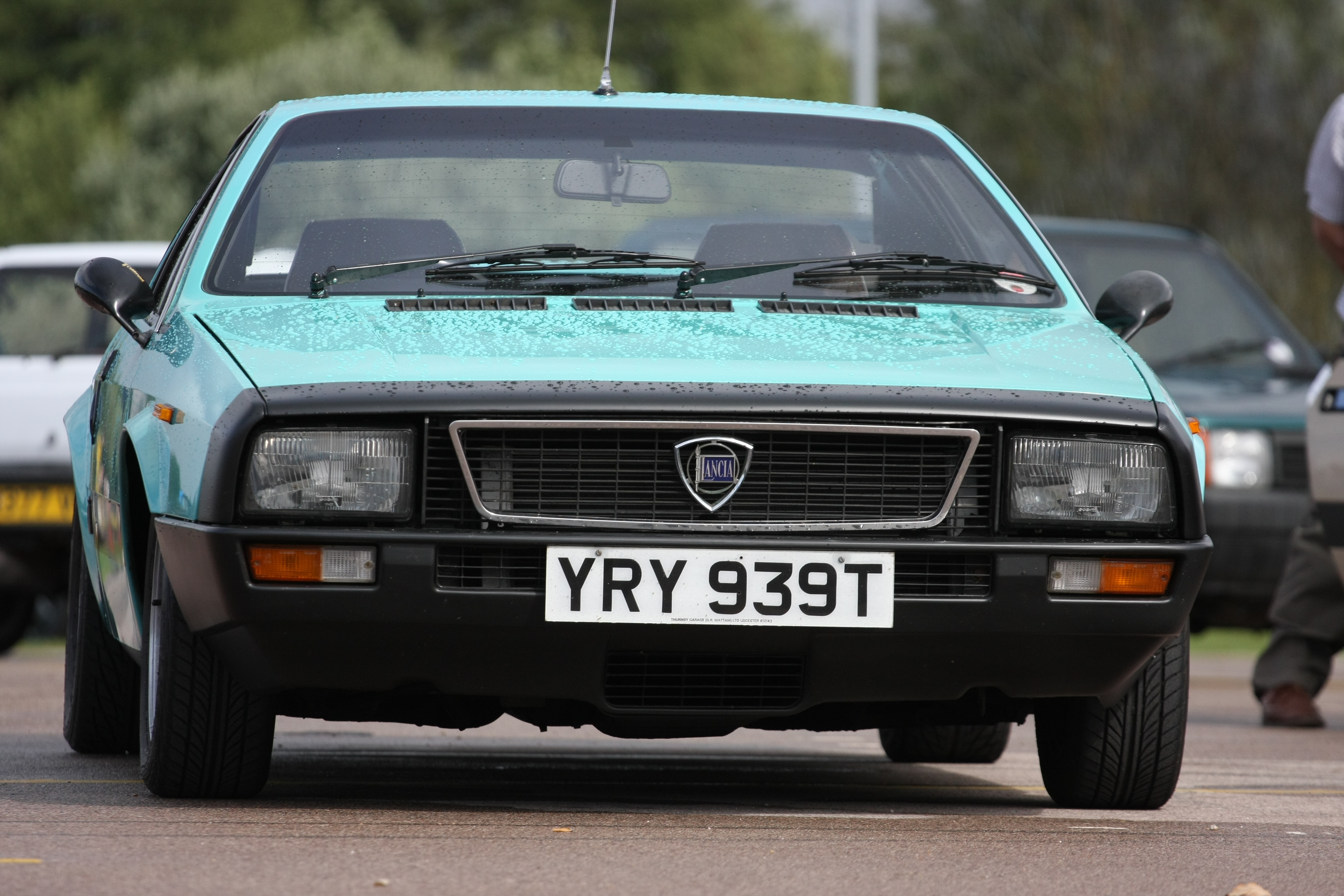
Frontale di una prima serie

La vettura venne inizialmente presentata con il nome Beta Montecarlo al 45º Salone di Ginevra nel marzo 1975, equipaggiata di un motore in posizione posteriore/traversale, un bialbero Lampredi da 1995 cm³ a quattro cilindri in linea che sviluppava 120 CV a 6000 giri/min. Lancia dichiarò una velocità massima di oltre 190 km/h e un tempo nello 0–100 km/h di 9,3 secondi.
La prima serie si caratterizzava per i montanti posteriori a pinna e i cerchi in lega FPS da 5,5Jx13" appositamente realizzati per il modello. L'interno era rivestito in TVE (tessuto vinilico elastico), con il volante a sole due razze. All'esterno il frontale era caratterizzato da una mascherina riportante il classico scudo Lancia, mentre lo specchietto retrovisore sinistro di serie (quello destro era opzionale) veniva fornito dalla Vitaloni.

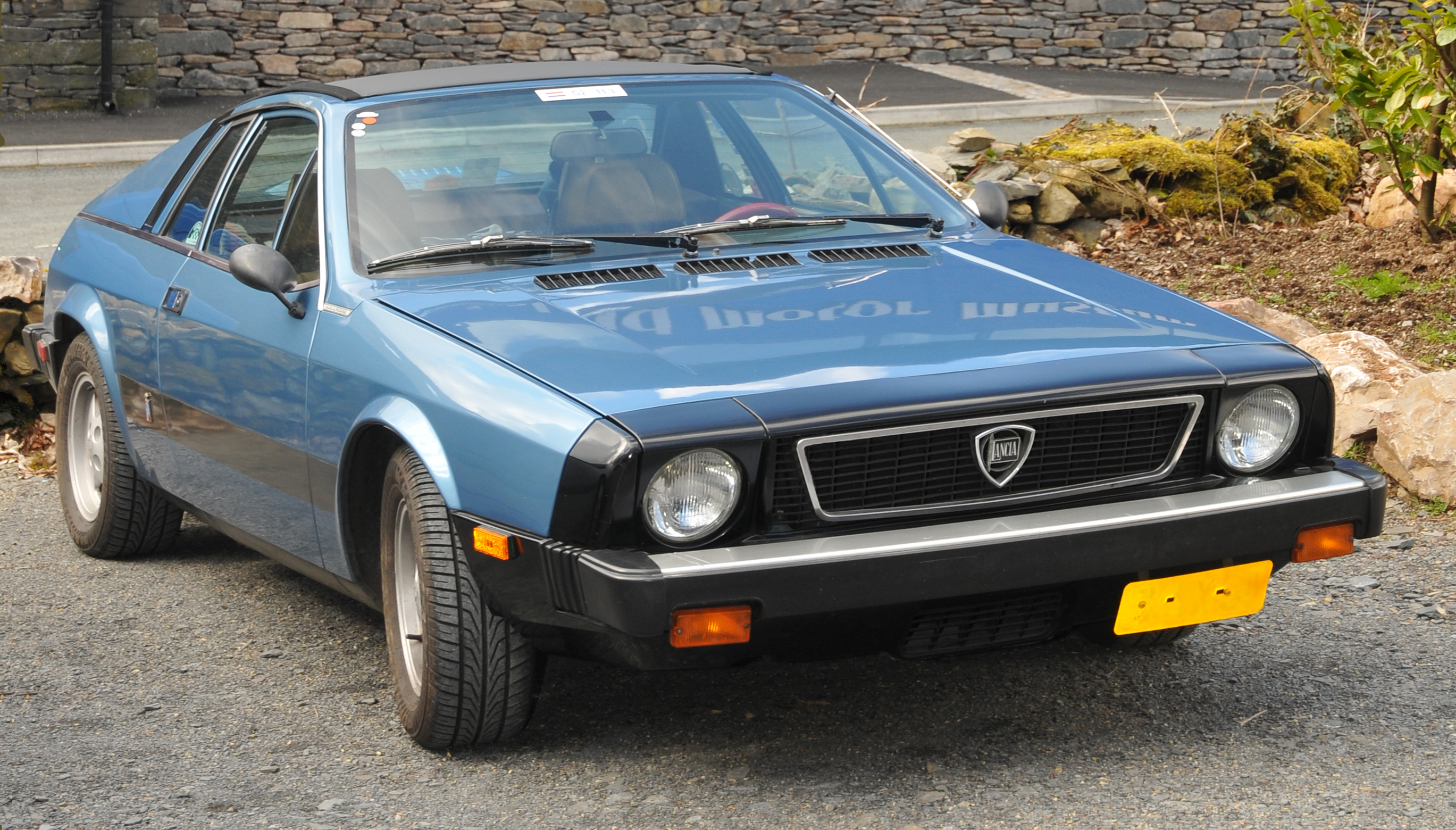
Lancia Scorpion

La Montecarlo fu venduta negli Stati Uniti per due anni, dal 1976 al 1977. Gli esemplari espressamente preparati per il mercato statunitense furono ribattezzati Lancia Scorpion, perché il nome Montecarlo era già stato utilizzato dalla Chevrolet.
In funzione delle rigide normative statunitensi sulle emissioni, l'auto montava un motore più piccolo da 1756 cm³ dotato di catalizzatore che erogava solo 81 CV rispetto ai 120 della Montecarlo europea. Al fine di soddisfare i requisiti di omologazione nei crash test e nell'illuminazione, la Scorpion aveva paraurti più grandi con molle di smorzamento e fari circolari a scomparsa. Per raffreddare il catalizzatore erano state aggiunte delle nuove prese d'aria sul cofano motore. Tutte le Scorpion inoltre erano vendute con la capote in tela.

### Seconda serie

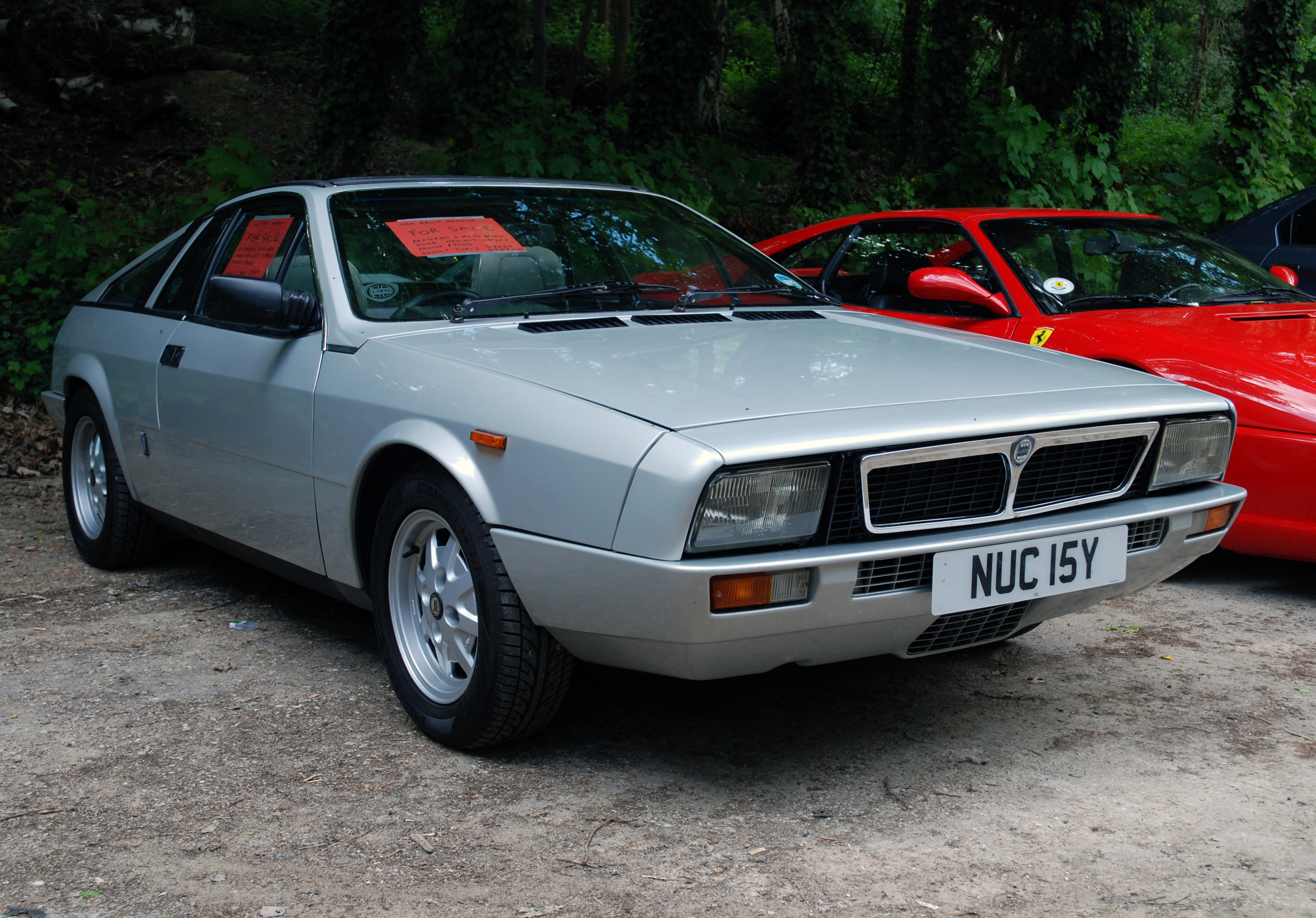
Frontale della seconda serie; notare la mascherina mutuata dalla Delta

Dopo uno stop della produzione nel 1979 venne presentata la seconda serie. Nel nome la dicitura Beta venne rimossa e la macchina fu semplicemente chiamata Lancia Montecarlo.

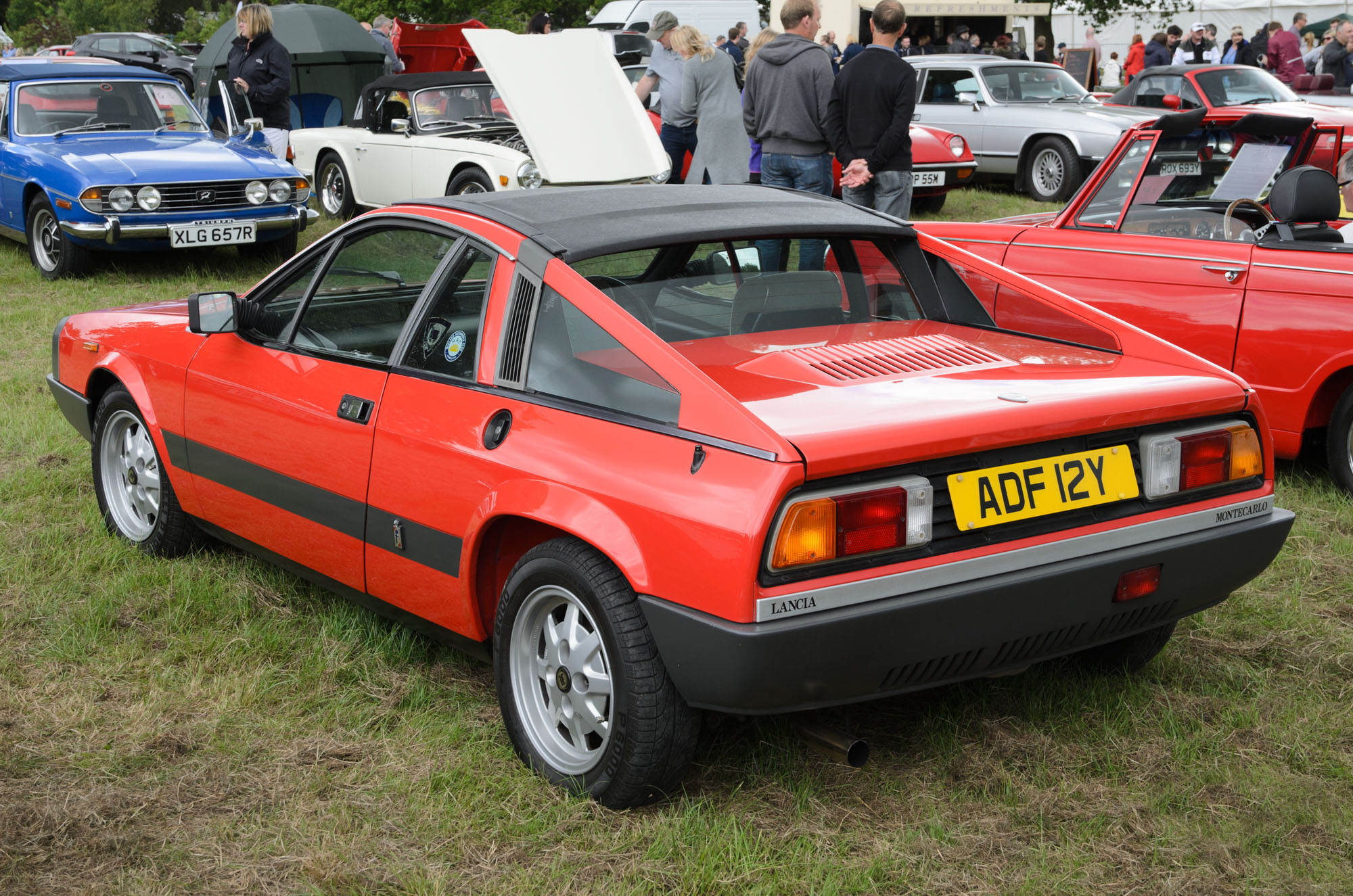
Posteriore seconda serie; notare i finestrini sulle pinne posteriori assenti nella prima serie

All'esterno i cambiamenti più evidenti consistevano nella nuova mascherina frontale che inglobava il nuovo logo Lancia più piccolo (pressoché identica a quella introdotta sulla Delta del 1979), le pinne dei montanti posteriori (che nella prima serie erano totalmente in lamiera) vennero dotate di superfici vetrate offrendo una migliore visibilità. Furono poi introdotti nuovi cerchi in lega più grandi da 5,5Jx14 a otto razze derivati da quelli in uso sulle Lancia Beta Coupé. 
Nell'abitacolo comparve un nuovo volante Momo a tre razze, vennero rivisti i tessuti dei sedili e introdotti nuovi materiali per la plancia. Anche il motore fu rivisto: il rapporto di compressione venne incrementato e l'accensione divenne elettronica della Magneti Marelli e furono installati nuovi carburatori per migliorare l'erogazione della coppia.

## Versioni derivate

### Abarth SE 030

Abarth SE 030

La prima vettura nata dal progetto X1/20 fu l'Abarth 030. Alimentata da un V6 da 3,2 litri 280 CV, era caratterizzata da appendici aerodinamiche (tra cui un airscope posto sopra il tetto per convogliare l'aria necessaria ad alimentare il motore) e da una livrea rosso-gialla Abarth. La SE 030 fu inizialmente realizzata come sostituta della 124 Abarth nel motorsport, tuttavia Fiat per ragioni di marketing preferì correre con la 131 Abarth. Furono realizzate solo due esemplari della Abarth 030.
Nel 1974 uno dei due prototipi prese parte al Giro d'Italia automobilistico, con alla guida Giorgio Pianta e Cristine Becker, ottenendo il secondo posto.

### Lancia Beta Montecarlo Turbo

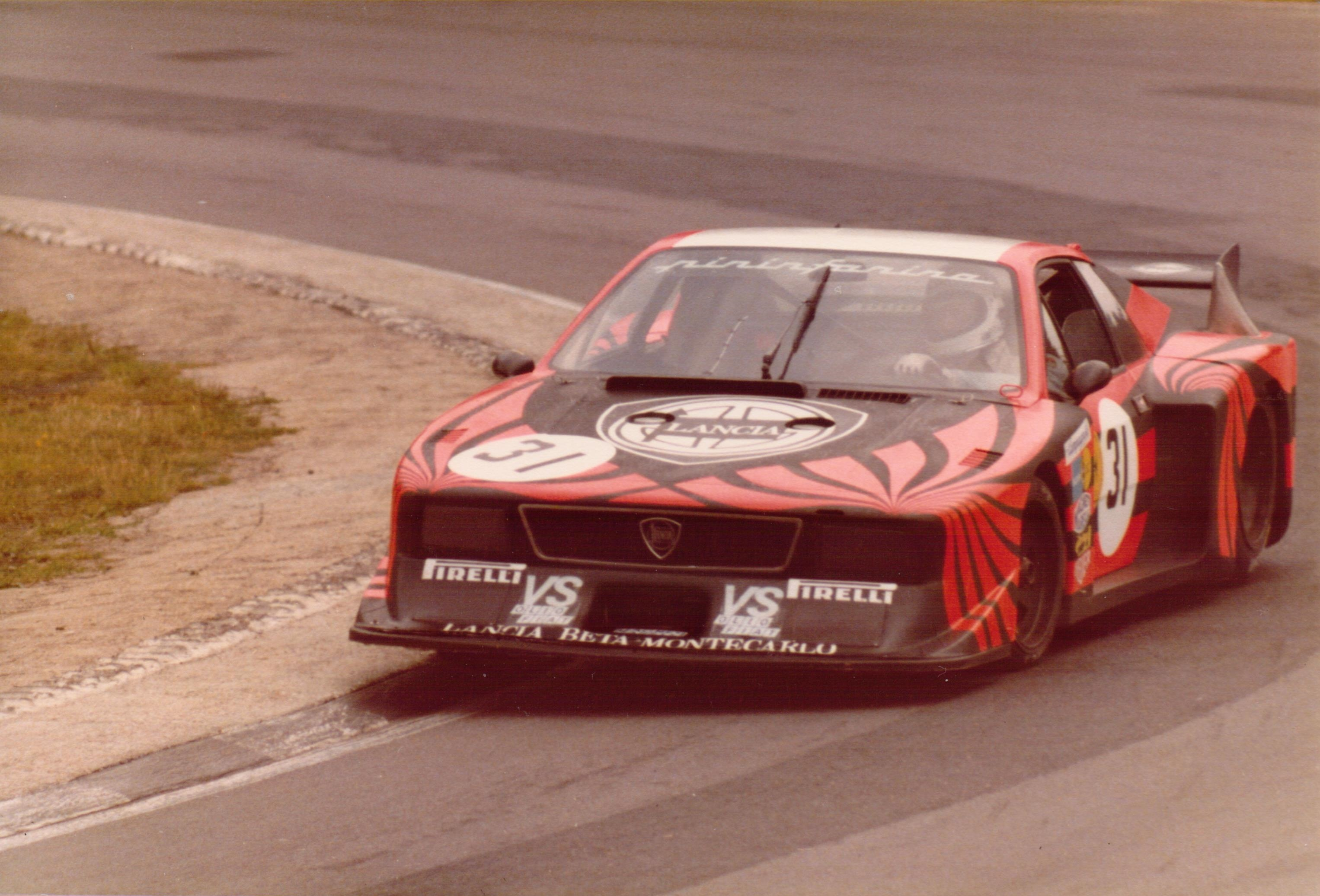
Lancia Montecarlo Turbo

La Montecarlo Turbo, che era costruita secondo i regolamenti del Gruppo 5, esordì alla 6 ore di Silverstone del maggio 1979. Vinse il campionato del mondo 1979 nella divisione da 2 litri e il Campionato Mondiale Sport Prototipi due volte consecutivamente (1980, 1981). Hans Heyer vinse su una Montecarlo Turbo il Deutsche Rennsport Meisterschaft. Nello stesso anno si piazzò primo e secondo al Giro d'Italia automobilistico.
Essendo una vettura silhouette, la Montecarlo Turbo condivideva solo la sezione centrale della carrozzeria con la sua controparte stradale. Il telaio di tipo tubolare sosteneva le sospensioni e il motore, con il cambio fornito dalla Colotti. La vettura era disponibile con tre motori: un 1425,9 cm³ da 440 CV, un 1429,4 cm³ da 490 CV e un 1773 cm³ da 490 CV.

### Lancia Rally 037

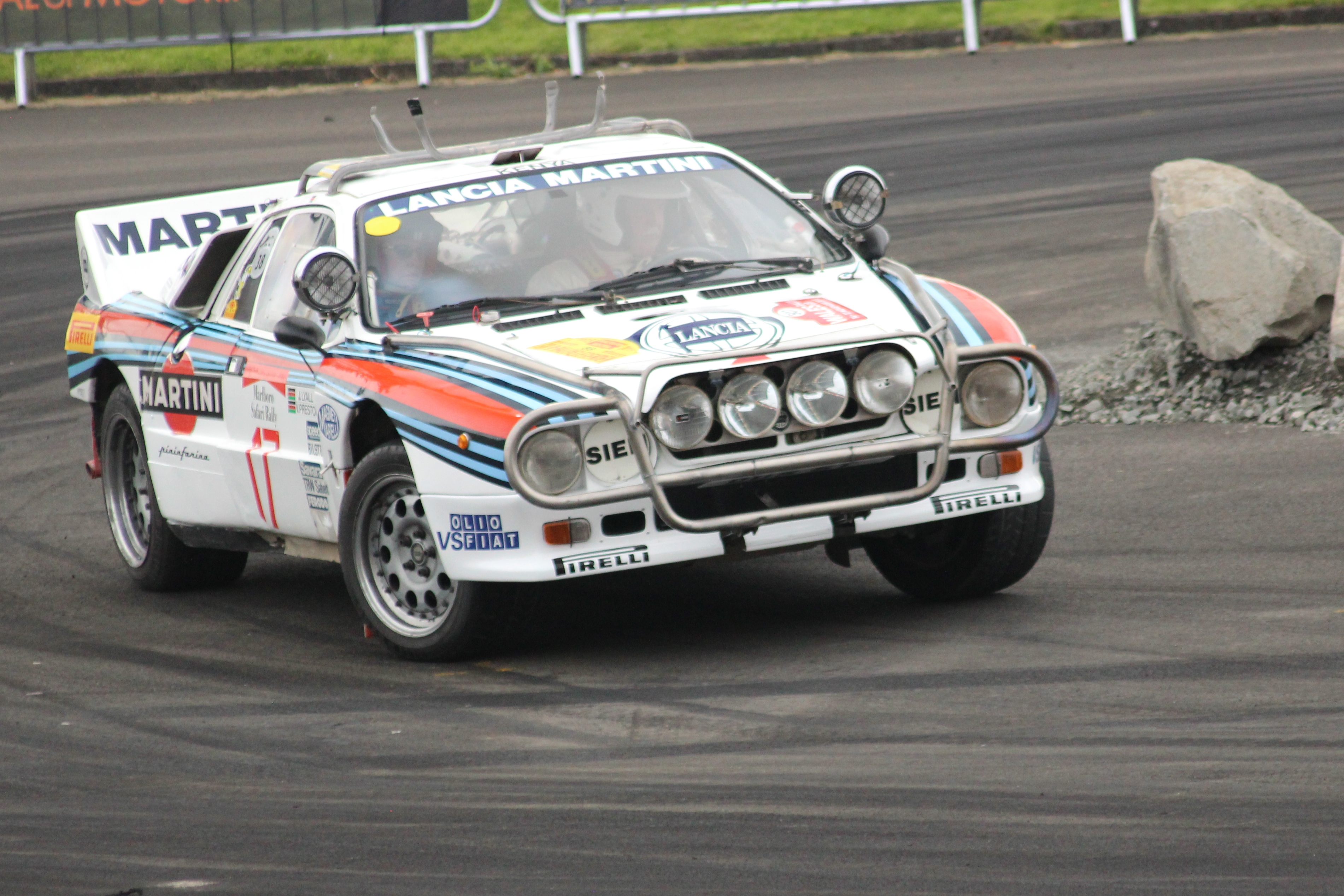
Lancia 037

Dalla Montecarlo è stata derivata una vettura da rally appartenente al Gruppo B, la Lancia 037. La 037 ha debuttato nel 1982, vincendo il campionato mondiale costruttori rally nel 1983.
Analogamente come accaduto alla Montecarlo Turbo, la 037 conservava solo la sezione centrale del telaio della Montecarlo, con motore sovralimentato mediante compressore volumetrico e disposto longitudinalmente anziché trasversalmente.